# Janomima dannfelti
Janomima dannfelti är en fjärilsart som beskrevs av Aurivillius 1893. Janomima dannfelti ingår i släktet Janomima och familjen Eupterotidae. Inga underarter finns listade i Catalogue of Life.